# Künaithosz
Künaithosz (i. e. 7. század?) görög költő.
Ókori források az egyik legrégebbi Homérosz-szavalónak mondják. Khiosz szigetén élt, de Szürakuszaiban is szavalta Homéroszt. Régen őt tartották az egyik homéroszi himnusz, a delphoibéli Apollón-himnusz szerzőjének, amelyben azt mondja magáról, hogy vak és a sziklás Khioszon lakik. Pontosan mikor élt, nem tudjuk.